# اولگا سوخارنووا
اولگا سوخارنووا (روسی: Ольга Леонидовна Сухарнова؛ زادهٔ ۱۴ فوریهٔ ۱۹۵۵) بازیکن بسکتبال اهل اتحاد جماهیر شوروی سوسیالیستی بود.